# Гвозденович, Иван
Иван Гвозденович (серб. Иван Гвозденовић; род. 19 августа 1978, Бор, Заечар) — сербский футболист, полузащитник.

## Биография

### Клубная карьера
Начал профессиональную карьеру в родном городе Бор в клубе «Бор». После играл за «Раднички» (Пирот) и «Напредак» (Крушевац). С 1997 года по 2003 год выступал за «Црвену Звезду». Также играл на правах аренды за клуб «Милиционар» из города Белград. Летом 2003 года перешёл в бельгийский «Брюгге». В команде стал основным игроком. В 2005 году выступал за французский «Мец» на правах аренды. Первую половину сезона 2007/08 провёл в румынском «Динамо» из Бухареста. В феврале 2008 года перешёл в донецкий «Металлург». В чемпионате Украины сыграл 9 матчей и забил 1 гол. Затем вернулся в клуб «Црвена Звезда». Летом 2009 года перешёл в клуб «Войводина».

### Карьера в сборной
За юношескую сборную Сербии и Черногории провёл 6 матчей и забил 3 гола. Провёл один матч за сборную Югославии в сентябре 2001 года против Словении.